# Ключарёв, Виктор Михайлович
Виктор Михайлович Ключарёв (1917—1990) — советский учёный и инженер-конструктор, организатор производства ракетно-космической техники, кандидат технических наук (1958). Лауреат Государственной премии СССР (1976).

## Биография
Родилась 1 января 1917 года в селе Нижнее Мальцево
С 1935 по 1940 год обучалась в Московском институте инженеров гражданского воздушного флота имени К. Э. Циолковского, по окончании которого получил специализацию инженер-механик. С 1940 по 1948 год в должностях инженера-конструктора и руководителя отдела технического контроля работал на объектах в системе Министерства авиационной промышленности СССР. В 1945 году Указом Президиума Верховного Совета СССР «За образцовое выполнение заданий правительства по выпуску боевых самолётов, моторов, авиационных приборов, винтов и агрегатов самолётного и моторного оборудования в период Великой Отечественной войны» В. М. Ключарёв был награждён орденом Красной Звезды.
С 1948 года работал на Заводе № 88 Наркомата вооружения — Министерства оборонной промышленности СССР в должностях: с 1948 по 1953 год — руководитель лаборатории, заместитель секретаря и секретарь партийного комитета завода, руководитель одного из производств завода, с 1953 по 1955 год — руководитель отдела технического контроля завода, с 1955 по 1966 год — главный инженер этого завода и одновременно с 1962 года — заместитель главного конструктора ОКБ-1 С. П. Королёва. В. М. Ключарёв занимался вопросами связанными с opгaнизaцией пpoизвoдствa oпытных oбpaзцов paкeтнo-кocмичecкoй тexники созданной в ОКБ-1. В 1958 году В. М. Ключарёву ВАК СССР на основании представления материалов о научной и инженерной деятельности присудила без защиты диссертации учёную степень кандидат технических наук
С 1966 по 1974 год — директор Завода экспериментального машиностроения и первый заместитель начальника Центральное конструкторское бюро экспериментального машиностроения, с  1974 по 1978 год — первый заместитель генерального директора Научно-производственного объединения «Энергия». При непосредственном участии В. М. Ключарёва организовывалась подготовка производства и разработка технологий изготовления первых ракет-носителей и баллистических ракет дальнего действия, первых автоматических космических спутников и станций, а так же космических систем по советской лунной программе, по программам пилотируемых космических кораблей «Восток», «Восход» и «Союз», по программам серии первых пилотируемых орбитальных научных станций «Салют» осуществлявших полёты в околоземном космическом пространстве с космонавтами и в автоматическом режиме, а так же программ по созданию космических разгонных блоков.
В 1976 году «закрытым» Постановлением ЦК КПСС и СМ СССР В. М. Ключарёв был удостоен Государственной премии СССР в области науки и техники.
Скончался 14 апреля 1990 года в Москве, похоронен на Ваганьковском кладбище.

## Награды
Основной источник:
- два Ордена Ленина (1957, 1961)
- Орден Октябрьской революции (1971)
- Орден Трудового Красного Знамени (1956)
- Орден Красной Звезды (1945 — «За образцовое выполнение заданий правительства по выпуску боевых самолётов, моторов, авиационных приборов, винтов и агрегатов самолётного и моторного оборудования в период Великой Отечественной войны»[2])
- Медаль «За доблестный труд в Великой Отечественной войне 1941—1945 гг.» (1946)

### Премии
- Государственная премия СССР (1976[3])

### Другие знаки отличия
- три золотые и серебряная медали ВДНХ СССР.